# Saison NBA 1993-1994
Navigation
Saison 1992-1993 Saison 1994-1995
La saison NBA 1993-1994 est la 45e saison de la NBA (la 48e en comptant les trois saisons de BAA). Les Houston Rockets remportent le titre NBA en battant en finale les Knicks de New York par 4 victoires à 3. 

## Faits notables
- Le All-Star Game 1994 s'est déroulé au Target Center à Minneapolis, où les All-Star de l'Est ont vaincu les All-Star de l'Ouest sur le score de 127 à 118. Scottie Pippen est élu Most Valuable Player.
- Michael Jordan crée un choc dans le monde du sport en annonçant son retrait du basket-ball à la suite du décès tragique de son père. Il foulera à nouveau les parquets en mars 1995.
- Magic Johnson commence une carrière d'entraîneur avec les Los Angeles Lakers, mais les Lakers manquent les playoffs pour la quatrième fois de leur histoire seulement et Johnson refuse de se réengager pour la saison 1994-1995.
- Les Chicago Bulls jouent leur dernier match au Chicago Stadium.
- Les Cleveland Cavaliers jouent leur dernier match au Richfield Coliseum.
- Les San Antonio Spurs jouent leur première rencontre à l'Alamodome.
- Les Denver Nuggets entrent dans l'histoire en devenant la première équipe classée 8e à battre une équipe classée à la 1re place de la saison régulière lors du premier tour des playoffs en battant les Seattle SuperSonics 3 victoires à 2.
- Lors du dernier jour de la saison régulière, David Robinson inscrit 71 points face aux Los Angeles Clippers pour gagner le titre de meilleur marqueur.
- Hakeem Olajuwon devient le seul joueur avec Michael Jordan à avoir été MVP de la saison et NBA Defensive Player of the Year.

## Classements de la saison régulière
| Champion de division | Qualifié pour les playoffs | Non qualifié pour les playoffs |

### Par division
| Division Atlantique   | V  | D  | PCT  | GB |
| --------------------- | -- | -- | ---- | -- |
| Knicks de New York    | 57 | 25 | 69.5 | -  |
| Magic d'Orlando       | 50 | 32 | 61.0 | 7  |
| Nets du New Jersey    | 45 | 37 | 54.9 | 12 |
| Heat de Miami         | 42 | 40 | 51.2 | 15 |
| Celtics de Boston     | 32 | 50 | 39.0 | 25 |
| 76ers de Philadelphie | 25 | 57 | 30.5 | 32 |
| Bullets de Washington | 24 | 58 | 29.3 | 33 |

| Division Centrale      | V  | D  | PCT  | GB |
| ---------------------- | -- | -- | ---- | -- |
| Hawks d'Atlanta        | 57 | 25 | 69.5 | -  |
| Bulls de Chicago       | 55 | 27 | 67.1 | 2  |
| Pacers de l'Indiana    | 47 | 35 | 57.3 | 10 |
| Cavaliers de Cleveland | 47 | 35 | 57.3 | 10 |
| Hornets de Charlotte   | 41 | 41 | 50.0 | 16 |
| Pistons de Détroit     | 20 | 62 | 24.4 | 37 |
| Bucks de Milwaukee     | 20 | 62 | 24.4 | 37 |

| Division Midwest          | V  | D  | PCT  | GB |
| ------------------------- | -- | -- | ---- | -- |
| Rockets de Houston C      | 58 | 24 | 70.7 | -  |
| Spurs de San Antonio      | 55 | 27 | 67.1 | 3  |
| Jazz de l'Utah            | 53 | 29 | 64.6 | 5  |
| Nuggets de Denver         | 42 | 40 | 51.2 | 16 |
| Timberwolves du Minnesota | 20 | 62 | 24.4 | 38 |
| Mavericks de Dallas       | 13 | 69 | 15.9 | 45 |

| Division Pacifique        | V  | D  | PCT  | GB |
| ------------------------- | -- | -- | ---- | -- |
| SuperSonics de Seattle    | 63 | 19 | 76.8 | -  |
| Suns de Phoenix           | 56 | 26 | 68.3 | 7  |
| Warriors de Golden State  | 50 | 32 | 61.0 | 13 |
| Trail Blazers de Portland | 47 | 35 | 57.3 | 16 |
| Lakers de Los Angeles     | 33 | 49 | 40.2 | 30 |
| Kings de Sacramento       | 28 | 54 | 34.1 | 35 |
| Clippers de Los Angeles   | 27 | 55 | 32.9 | 36 |

### Par conférence
| Conférence Est | Conférence Est         | Conférence Est | Conférence Est | Conférence Est |
| No             | Franchise              | Vic.           | Déf.           | PCT            |
| -------------- | ---------------------- | -------------- | -------------- | -------------- |
| 1              | Hawks d'Atlanta        | 57             | 25             | 69.5           |
| 2              | Knicks de New York     | 57             | 25             | 69.5           |
| 3              | Bulls de Chicago       | 55             | 27             | 67.1           |
| 4              | Magic d'Orlando        | 50             | 32             | 61.0           |
| 5              | Pacers de l'Indiana    | 47             | 35             | 57.3           |
| 6              | Cavaliers de Cleveland | 47             | 35             | 57.3           |
| 7              | Nets du New Jersey     | 45             | 37             | 54.9           |
| 8              | Heat de Miami          | 42             | 40             | 51.2           |
|                |                        |                |                |                |
| 9              | Hornets de Charlotte   | 41             | 41             | 50.0           |
| 10             | Celtics de Boston      | 32             | 50             | 39.0           |
| 11             | 76ers de Philadelphie  | 25             | 57             | 30.5           |
| 12             | Bullets de Washington  | 24             | 58             | 29.3           |
| 13             | Pistons de Détroit     | 20             | 62             | 24.4           |
| 14             | Bucks de Milwaukee     | 20             | 62             | 24.4           |

| Conférence Ouest | Conférence Ouest          | Conférence Ouest | Conférence Ouest | Conférence Ouest |
| No               | Franchise                 | Vic.             | Déf.             | PCT              |
| ---------------- | ------------------------- | ---------------- | ---------------- | ---------------- |
| 1                | SuperSonics de Seattle    | 63               | 19               | 76.8             |
| 2                | Rockets de Houston C      | 58               | 24               | 70.7             |
| 3                | Suns de Phoenix           | 56               | 26               | 68.3             |
| 4                | Spurs de San Antonio      | 55               | 27               | 67.1             |
| 5                | Jazz de l'Utah            | 53               | 29               | 64.6             |
| 6                | Warriors de Golden State  | 50               | 32               | 61.0             |
| 7                | Trail Blazers de Portland | 47               | 35               | 57.3             |
| 8                | Nuggets de Denver         | 42               | 40               | 51.2             |
|                  |                           |                  |                  |                  |
| 9                | Lakers de Los Angeles     | 33               | 49               | 40.2             |
| 10               | Kings de Sacramento       | 28               | 54               | 34.1             |
| 11               | Clippers de Los Angeles   | 27               | 55               | 32.9             |
| 12               | Timberwolves du Minnesota | 20               | 62               | 24.4             |
| 13               | Mavericks de Dallas       | 13               | 69               | 15.9             |

C - Champions NBA

## Playoffs
|  | 1er tour         | 1er tour                 | 1er tour            |   |                        | Demi-finales de Conférence | Demi-finales de Conférence | Demi-finales de Conférence |  |   | Finales de Conférence | Finales de Conférence | Finales de Conférence |  |    | Finales NBA        | Finales NBA | Finales NBA |
|  |                  |                          |                     |   |                        |                            |                            |                            |  |   |                       |                       |                       |  |    |                    |             |             |
|  | 1                | Hawks d'Atlanta          | 3                   |   |                        |                            |                            |                            |  |   |                       |                       |                       |  |    |                    |             |             |
|  | 8                | Heat de Miami            | 2                   |   |                        |                            |                            |                            |  |   |                       |                       |                       |  |    |                    |             |             |
|  | 8                | Heat de Miami            | 2                   |   | 1                      | Hawks d'Atlanta            | 2                          |                            |  |   |                       |                       |                       |  |    |                    |             |             |
|  |                  |                          |                     |   | 1                      | Hawks d'Atlanta            | 2                          |                            |  |   |                       |                       |                       |  |    |                    |             |             |
|  |                  | 5                        | Pacers de l'Indiana | 4 |                        |                            |                            |                            |  |   |                       |                       |                       |  |    |                    |             |             |
|  | 4                | 5                        | Pacers de l'Indiana | 4 | Magic d'Orlando        | 0                          |                            |                            |  |   |                       |                       |                       |  |    |                    |             |             |
|  | 4                |                          |                     |   | Magic d'Orlando        | 0                          |                            |                            |  |   |                       |                       |                       |  |    |                    |             |             |
|  | 5                | Pacers de l'Indiana      | 3                   |   |                        |                            |                            |                            |  |   |                       |                       |                       |  |    |                    |             |             |
|  | 5                | Pacers de l'Indiana      | 3                   |   |                        |                            |                            |                            |  | 5 | Pacers de l'Indiana   | 3                     |                       |  |    |                    |             |             |
|  | Conférence Est   |                          |                     |   |                        |                            |                            |                            |  | 5 | Pacers de l'Indiana   | 3                     |                       |  |    |                    |             |             |
|  |                  | 2                        | Knicks de New York  | 4 |                        |                            |                            |                            |  |   |                       |                       |                       |  |    |                    |             |             |
|  | 3                | 2                        | Knicks de New York  | 4 | Bulls de Chicago       | 3                          |                            |                            |  |   |                       |                       |                       |  |    |                    |             |             |
|  | 3                |                          |                     |   | Bulls de Chicago       | 3                          |                            |                            |  |   |                       |                       |                       |  |    |                    |             |             |
|  | 6                | Cavaliers de Cleveland   | 0                   |   |                        |                            |                            |                            |  |   |                       |                       |                       |  |    |                    |             |             |
|  | 6                | Cavaliers de Cleveland   | 0                   |   | 3                      | Bulls de Chicago           | 3                          |                            |  |   |                       |                       |                       |  |    |                    |             |             |
|  |                  |                          |                     |   | 3                      | Bulls de Chicago           | 3                          |                            |  |   |                       |                       |                       |  |    |                    |             |             |
|  |                  | 2                        | Knicks de New York  | 4 |                        |                            |                            |                            |  |   |                       |                       |                       |  |    |                    |             |             |
|  | 2                | 2                        | Knicks de New York  | 4 | Knicks de New York     | 3                          |                            |                            |  |   |                       |                       |                       |  |    |                    |             |             |
|  | 2                |                          |                     |   | Knicks de New York     | 3                          |                            |                            |  |   |                       |                       |                       |  |    |                    |             |             |
|  | 7                | New Jersey Nets          | 1                   |   |                        |                            |                            |                            |  |   |                       |                       |                       |  |    |                    |             |             |
|  | 7                | New Jersey Nets          | 1                   |   |                        |                            |                            |                            |  |   |                       |                       |                       |  | E2 | Knicks de New York | 3           |             |
|  |                  |                          |                     |   |                        |                            |                            |                            |  |   |                       |                       |                       |  | E2 | Knicks de New York | 3           |             |
|  |                  | O2                       | Rockets de Houston  | 4 |                        |                            |                            |                            |  |   |                       |                       |                       |  |    |                    |             |             |
|  | 1                | O2                       | Rockets de Houston  | 4 | SuperSonics de Seattle | 2                          |                            |                            |  |   |                       |                       |                       |  |    |                    |             |             |
|  | 1                |                          |                     |   | SuperSonics de Seattle | 2                          |                            |                            |  |   |                       |                       |                       |  |    |                    |             |             |
|  | 8                | Nuggets de Denver        | 3                   |   |                        |                            |                            |                            |  |   |                       |                       |                       |  |    |                    |             |             |
|  | 8                | Nuggets de Denver        | 3                   |   | 8                      | Nuggets de Denver          | 3                          |                            |  |   |                       |                       |                       |  |    |                    |             |             |
|  |                  |                          |                     |   | 8                      | Nuggets de Denver          | 3                          |                            |  |   |                       |                       |                       |  |    |                    |             |             |
|  |                  | 5                        | Jazz de l'Utah      | 4 |                        |                            |                            |                            |  |   |                       |                       |                       |  |    |                    |             |             |
|  | 4                | 5                        | Jazz de l'Utah      | 4 | Spurs de San Antonio   | 1                          |                            |                            |  |   |                       |                       |                       |  |    |                    |             |             |
|  | 4                |                          |                     |   | Spurs de San Antonio   | 1                          |                            |                            |  |   |                       |                       |                       |  |    |                    |             |             |
|  | 5                | Jazz de l'Utah           | 3                   |   |                        |                            |                            |                            |  |   |                       |                       |                       |  |    |                    |             |             |
|  | 5                | Jazz de l'Utah           | 3                   |   |                        |                            |                            |                            |  | 5 | Jazz de l'Utah        | 1                     |                       |  |    |                    |             |             |
|  | Conférence Ouest |                          |                     |   |                        |                            |                            |                            |  | 5 | Jazz de l'Utah        | 1                     |                       |  |    |                    |             |             |
|  |                  | 2                        | Rockets de Houston  | 4 |                        |                            |                            |                            |  |   |                       |                       |                       |  |    |                    |             |             |
|  | 3                | 2                        | Rockets de Houston  | 4 | Suns de Phoenix        | 3                          |                            |                            |  |   |                       |                       |                       |  |    |                    |             |             |
|  | 3                |                          |                     |   | Suns de Phoenix        | 3                          |                            |                            |  |   |                       |                       |                       |  |    |                    |             |             |
|  | 6                | Warriors de Golden State | 0                   |   |                        |                            |                            |                            |  |   |                       |                       |                       |  |    |                    |             |             |
|  | 6                | Warriors de Golden State | 0                   |   | 3                      | Suns de Phoenix            | 3                          |                            |  |   |                       |                       |                       |  |    |                    |             |             |
|  |                  |                          |                     |   | 3                      | Suns de Phoenix            | 3                          |                            |  |   |                       |                       |                       |  |    |                    |             |             |
|  |                  | 2                        | Rockets de Houston  | 4 |                        |                            |                            |                            |  |   |                       |                       |                       |  |    |                    |             |             |
|  | 2                | 2                        | Rockets de Houston  | 4 | Rockets de Houston     | 3                          |                            |                            |  |   |                       |                       |                       |  |    |                    |             |             |
|  | 2                |                          |                     |   | Rockets de Houston     | 3                          |                            |                            |  |   |                       |                       |                       |  |    |                    |             |             |
|  | 7                | Portland TrailBlazers    | 1                   |   |                        |                            |                            |                            |  |   |                       |                       |                       |  |    |                    |             |             |

## Leaders de la saison régulière
| Catégorie                      | Joueur             | Équipe                 | Statistiques |
| ------------------------------ | ------------------ | ---------------------- | ------------ |
| Points par match               | David Robinson     | Spurs de San Antonio   | 29.8         |
| Rebonds par match              | Dennis Rodman      | Spurs de San Antonio   | 17.3         |
| Assists par match              | John Stockton      | Jazz de l'Utah         | 12.6         |
| Steals par match               | Nate McMillan      | SuperSonics de Seattle | 3.0          |
| Blocks par match               | Dikembe Mutombo    | Nuggets de Denver      | 4.1          |
| Pourcentage aux tirs           | Shaquille O'Neal   | Magic d'Orlando        | 59,9 %       |
| Pourcentage à 3 points         | Tracy Murray       | Portland Trail Blazers | 45,9 %       |
| Pourcentage aux lancers-francs | Mahmoud Abdul-Rauf | Nuggets de Denver      | 95,6 %       |

## Récompenses individuelles
- Most Valuable Player : Hakeem Olajuwon, Houston Rockets
- Rookie of the Year : Chris Webber, Golden State Warriors
- Defensive Player of the Year : Hakeem Olajuwon, Houston Rockets
- Sixth Man of the Year : Dell Curry, Charlotte Hornets
- Most Improved Player : Don MacLean, Washington Bullets
- Coach of the Year : Lenny Wilkens, Hawks d'Atlanta
- Executive of the Year : Bob Whitsitt, Seattle SuperSonics
- J.Walter Kennedy Sportsmanship Award : Joe Dumars, Detroit Pistons

- All-NBA First Team
  - F - Karl Malone, Utah Jazz
  - F - Scottie Pippen, Chicago Bulls
  - C - Hakeem Olajuwon, Houston Rockets
  - G - John Stockton, Utah Jazz
  - G - Latrell Sprewell, Golden State Warriors

- All-NBA Second Team :
  - F - Shawn Kemp, Seattle SuperSonics
  - F - Charles Barkley, Phoenix Suns
  - C - David Robinson, San Antonio Spurs
  - G - Mitch Richmond, Sacramento Kings
  - G - Kevin Johnson, Phoenix Suns

- All-NBA Third Team :
  - F - Derrick Coleman, New Jersey Nets
  - F - Dominique Wilkins, Hawks d'Atlanta/Los Angeles Clippers
  - C - Shaquille O'Neal, Orlando Magic
  - G - Mark Price, Cleveland Cavaliers
  - G - Gary Payton, Seattle SuperSonics

- NBA All-Defensive First Team :
  - F - Charles Oakley, Knicks de New York
  - F - Scottie Pippen, Chicago Bulls
  - C - Hakeem Olajuwon, Houston Rockets
  - G - Mookie Blaylock, Hawks d'Atlanta
  - G - Gary Payton, Seattle SuperSonics

- NBA All-Defensive Second Team :
  - F - Dennis Rodman, San Antonio Spurs
  - F - Horace Grant, Chicago Bulls
  - C - David Robinson, San Antonio Spurs
  - G - Latrell Sprewell, Golden State Warriors
  - G - Nate McMillan, Seattle SuperSonics

- NBA All-Rookie First Team :
  - Isaiah Rider, Minnesota Timberwolves
  - Anfernee Hardaway, Orlando Magic
  - Chris Webber, Golden State Warriors
  - Jamal Mashburn, Dallas Mavericks
  - Vin Baker, Milwaukee Bucks

- NBA All-Rookie Second Team :
  - Dino Radja, Celtics de Boston
  - Toni Kukoč, Chicago Bulls
  - Shawn Bradley, Philadelphia 76ers
  - Lindsey Hunter, Detroit Pistons
  - Nick Van Exel, Los Angeles Lakers

- MVP des Finales : Hakeem Olajuwon, Houston Rockets